# مارگارت هفرنان
مارگارت هِفرنان (انگلیسی: Margaret Heffernan) (زادهٔ ۱۹۵۵) بازرگان و نویسندهٔ آمریکایی است. او تاکنون پنج کتاب در زمینهٔ کسب‌وکار نوشته است. هفرنان در سال‌های ۲۰۱۲، ۲۰۱۳، و ۲۰۱۵ در کنفرانس تد سخنرانی کرده‌است.

## پیشینه و تحصیلات
هفرنان در تگزاس به دنیا آمد و در هلند بزرگ شد. او مدرک کارشناسی ارشد خود را از دانشگاه کمبریج دریافت کرد. او همچنین در ۲۰۱۱ میلادی یک مدرک افتخاری از دانشگاه باث دریافت کرد. هفرنان اکنون با همسر و دو فرزندش در حومهٔ باث زندگی می‌کند.

## آغاز کار
او در ایالات متحده آمریکا به فروش، خرید، و راه‌اندازی کسب‌وکار برای سی‌ام‌جی‌آی پرداخت و به‌عنوان مدیر عامل اجرایی در ابرشرکت آی‌کست، ابرشرکت زاین‌زون، و ابرشرکت اینفورمیشن کار کرد. در بریتانیا او شرکت بازرگانی گاز مارلین و آی‌پی‌پی‌ای را راه‌اندازی کرد. او پیش از راه‌اندازی کسب‌وکار خویش، به مدت سیزده سال برای بی‌بی‌سی کار کرد. هفرنان در بی‌بی‌سی حجم متنوعی از برنامه‌های رادیویی و تلویزیونی را تهیه می‌کرد. دیدِ او به‌عنوان یک نویسنده از تجربه‌اش در ادارهٔ کسب‌وکارهایی که در بازار رقابتی به فعالیت می‌پردازند ریشه گرفته‌است. کار او مورد تشویق و احترام مراکز دانشگاهی قرار گرفته‌است.

## کتاب‌ها
هفرنان بر پایهٔ تجربهٔ مستقیم خودش می‌نویسد. او به این دلیل نوشتن را آغاز کرد که «هیچ‌کدام چیزهایی که خوانده بود واقعیتِ راه‌اندازی یک کسب‌وکار را توضیح نداده بودند».

### حقیقت برهنه
حقیقت برهنه: بیانیهٔ زن کارگر دربارهٔ کسب‌وکار و آن چیزی که واقعاً اهمیت دارد در سال ۲۰۰۴ میلادی منتشر شد. این کتاب به موانع سنتی پیشرفت زنان پرداخته و پیشنهادها و تجربه‌های زنان تاجری که بر این موانع غلبه کرده‌اند را جمع‌آوری کرده‌است. این کتاب به‌ویژه چگونگی برخورد زنان با قدرت و تعریف و استفادهٔ متفاوت آن‌ها از قدرت در مقایسه با مردان را بررسی می‌کند. از مسائلی که در این کتاب مطرح شده‌است، دید سلطه‌جویانه و فردگرایانهٔ مردان به قدرت، در مقابل دید جمعی زنان به آن است. هفرنان در این کتاب نتیجه می‌گیرد که آنچه زنان به محیط کسب‌وکار می‌افزایند، به‌طور قابل توجهی برای سامانه‌های غیرخطی تجاری امروزی مناسب است.

### زنان در بالا
آن زن چگونه انجام‌اش می‌دهد (بازنشرشده با نام زنان در بالا) را می‌توان دنباله‌ای بر حقیقت برهنه تلقی کرد. این کتاب به زنانی می‌پردازد که تصمیم می‌گیرند برای راه‌اندازی شرکت‌هایشان از مشکلات پیروزی در سازمان‌های سنتی و زیر سلطهٔ مردان بگریزند. کتاب آمارهای مرتبط با رشد و موفقیت شرکت‌های زیر کنترل زنان را می‌آزماید و این پرسش را مطرح می‌کند که: چگونه زنان به موفقیت‌های بسیاری دست می‌یابند در حالی که کمک‌های مالی مؤسسه‌ای بسیار کم‌تری را دریافت می‌کنند، این پرسش به آزمودن انگیزهٔ زنان، برتری‌های عصبی و اجتماعی‌شان، انتخاب بازار، سبک فکری و رهبری آن‌ها، انتخاب مشاور توسط آن‌ها، و به‌ویژه موفقیتشان در کسب‌وکار می‌پردازد. هفرنان در این کتاب بیان می‌کند که آنچه زنان را به موفقیت می‌رساند، استراتژی‌ها و روش‌هایی است که مردان هم می‌توانند بکار گیرند به شرط آنکه بدانند چقدر موفق هستند. هفرنان نتیجه می‌گیرد که زنان به‌ویژه استاندارد بالایی را برای موفقیت در کسب‌وکار تعیین می‌کنند که می‌تواند پادزهرهایی قوی برای برخی کسب‌وکارهای شکست‌خوردهٔ گذشته ارائه کند.

### نابینایی خودخواسته
نابینایی خودخواسته: چرا ما چیزهای واضح را در خطرمان نادیده می‌گیریم در سال ۲۰۱۱ میلادی منتشر شد. هفرنان در این کتاب بیان می‌کند که بزرگترین تهدیدها و خطرهایی که ما با آن‌ها روبرو می‌شویم آن‌هایی هستند که نمی‌بینیم، اما نه به این دلیل که آن‌ها پنهان هستند، بلکه به این دلیل که خودخواسته نابینا شده‌ایم. هفرنان در این کتاب چندین پرسش را مطرح می‌کند: چه چیزی ما را مجبور می‌کند تا چشم‌پوشی کنیم؟ ما از چه چیزی می‌ترسیم؟ چرا برخی از مردم بیشتر از دیگران می‌بینند؟ ما چگونه می‌توانیم تغییر کنیم؟